# Елеонора-Шарлотта Кеттлер
Елеоно́ра-Шарло́тта Ке́ттлер (нім. Eleonore Charlotte von Kettler; 11 червня 1686 — 28 липня 1748) — курляндська принцеса, герцогиня Брауншвейг-Беверна (1714—1748). Представниця німецької шляхетської династії Кеттлерів. Народилася в Мітаві, Семигалія. Донька Фрідріха-Казимира Кеттлера, герцога Курляндії і Семигалії, та його першої дружини Софії-Амалії Нассау-Зігенської. Дружина Ернста-Фердинанда Брауншвейг-Бевернського, герцога Брауншвейг-Беверна. Справила весілля 5 серпня 1714 року в Байройті. Народила 13 дітей. Померла в Беверні, Брауншвейг.

## Сім'я
- Батько: Фрідріх-Казимир Кеттлер (1650–1698) — герцог Курляндії і Семигалії (1682–1698).
- Матір: Софія-Амалія Нассау-Зігенська (1650–1688)
- Брати і сестри:

Фрідріх Кеттлер (1682—1683) помер неповнолітнім.
Марія-Доротея Кеттлер (1684–1743) ∞ 1703: Альберт-Фрідріх фон Гогенцоллерн (1672–1731).
Амалія-Луїза Кеттлер (1687–1750) ∞ 1708: Фрідріх-Вільгельм-Адольф Нассау-Зігенський (1680–1722).
Христина-Софія Кеттлер (1688–1694) померла неповнолітньою.